# Charbonnage no 10 du Gouffre
Le Charbonnage no 10 du Gouffre est le principal et dernier charbonnage de la société des Charbonnages du Gouffre. Il est situé à Châtelineau, une section de Châtelet, en Belgique, en Région wallonne dans la province de Hainaut. Il a été exploité de 1916 à 1969, Les bâtiments bétonnés sont construits en 1934. Après la fermeture, le site est converti en zoo entre 1979 et 1982 avant de devenir un site de déconstruction automobile. Au début du XXIe siècle subsistent des ruines connues pour la pratique de l'urbex.

## L'exploitation

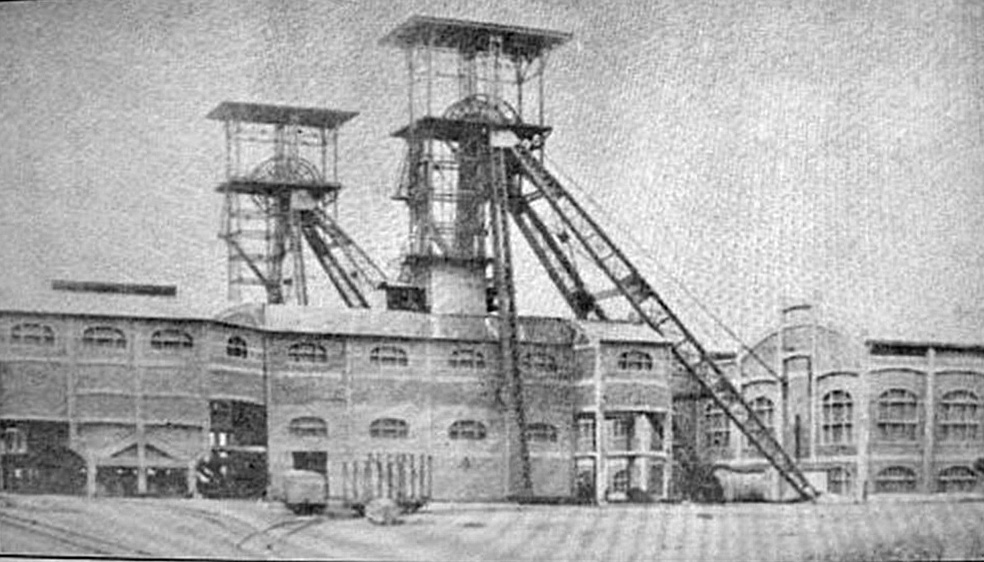
Les chevalements du charbonnage en activité.

Le puits no 10 est ouvert par la société des Charbonnages du Gouffre en 1916 et a fermé en 1969. Les bâtiments ont tous la même architecture en béton armé avec remplissage de briques ; ils ont été construits en 1934. Parmi la petite dizaine de puits des Charbonnages du Gouffre, celui-ci en comportait deux. Les puits sont bétonnés. Le puits no 10 a produit jusqu'à 145 000 tonnes chaque année.
La production de la fosse no 10 s'est réduite progressivement à partir des années 1960 pour atteindre 83 000 tonnes en 1963. Il ferme définitivement le 31 mars 1969. Le dernier siège de la compagnie, le siège no 7, fermera le 15 juillet 1969.

## Reconversion

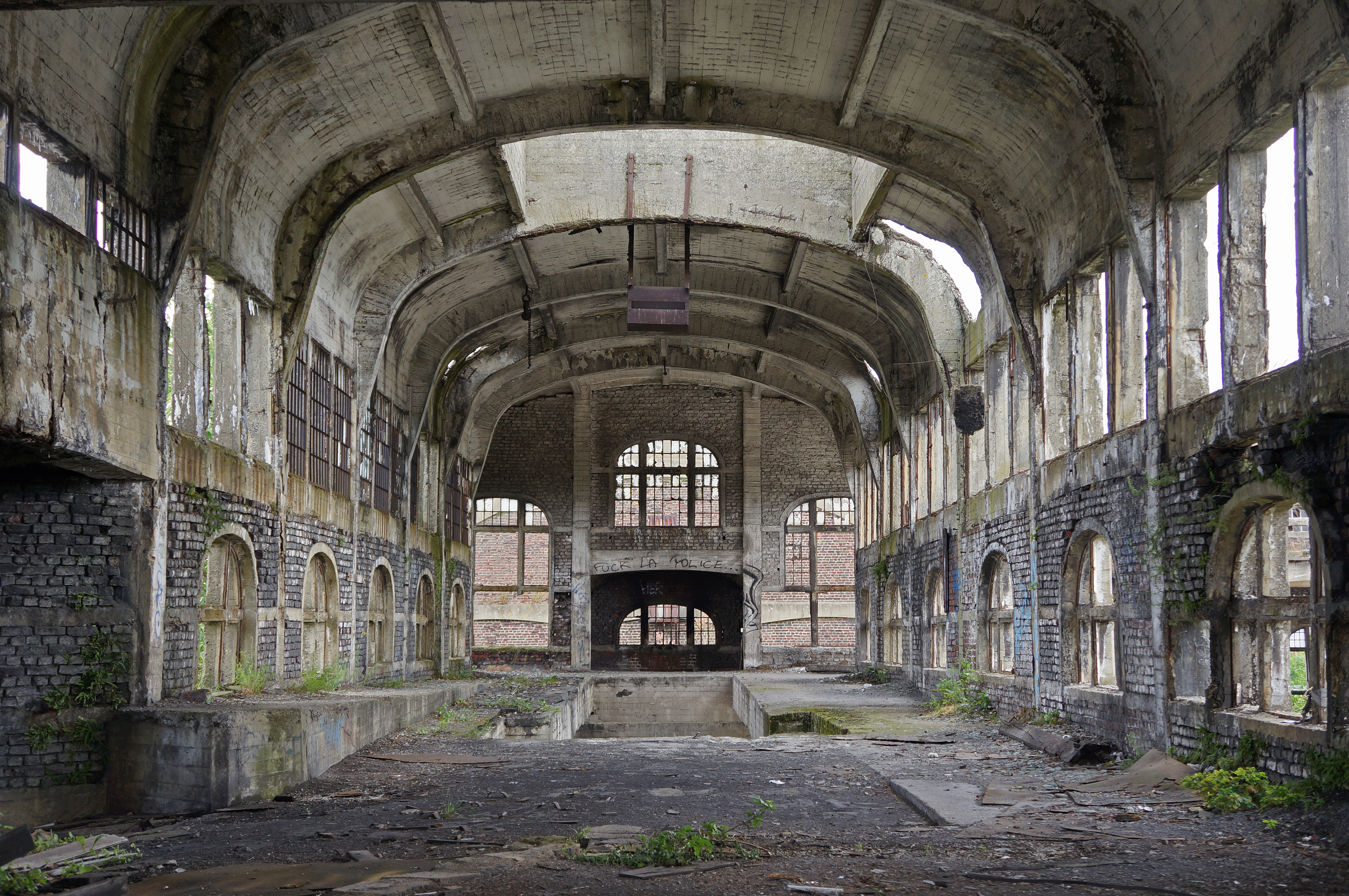
Vue de l'intérieur des ruines.

Après la fermeture et la mise en sécurité des puits, plusieurs occupants sont devenus tour à tour propriétaires des lieux. Il y a eu entre autres un zoo qui ouvrit ses portes de 1979 et 1982, il était dirigé par Monsieur Heuchon. Il y eut également un déconstructeur automobile qui laissa une pollution importante sur le site. Les bâtiments connurent aussi des déversements de cadavres de moutons après la fête de l'Aïd el-Kebir.
En 2017, un projet de reconversion est à l'étude. Il implique de dépolluer du sol et de démolir certains bâtiments pour faire place à du logement neuf, un parking et un espace vert ; tandis que les bâtiments conservés seraient rénovés et transformés en salle polyvalente.

## Vestiges
Au début du XXIe siècle subsistent quelques bâtiments tombant en ruine. Les bâtiments sont vides et il n'y a plus aucune trace de l'activité minière. L'un des bâtiments est mieux conservé et utilisé par une entreprise spécialisée dans le béton. C'est un site connu pour la pratique de l'urbex.

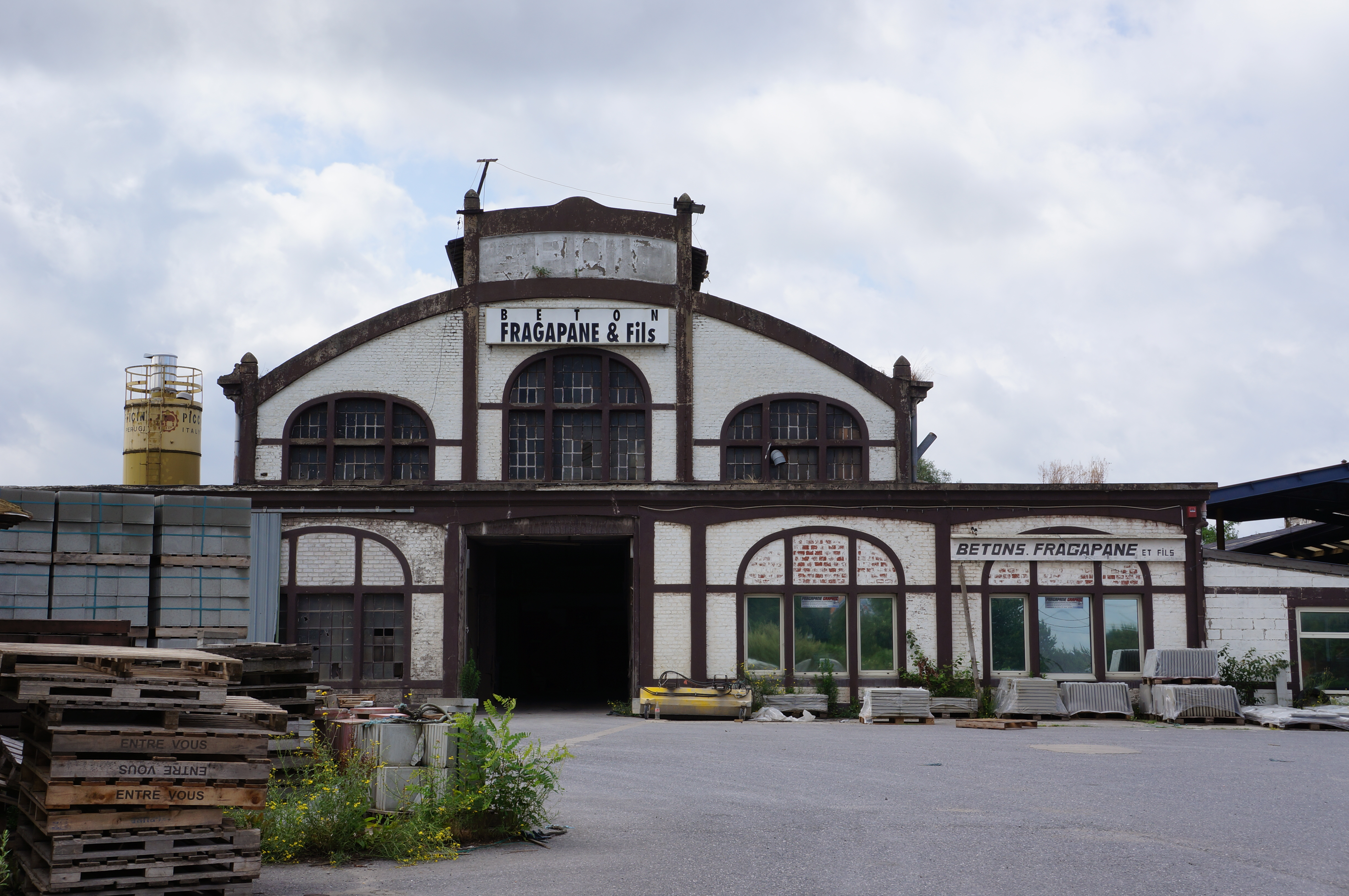
Le bâtiment conservé.
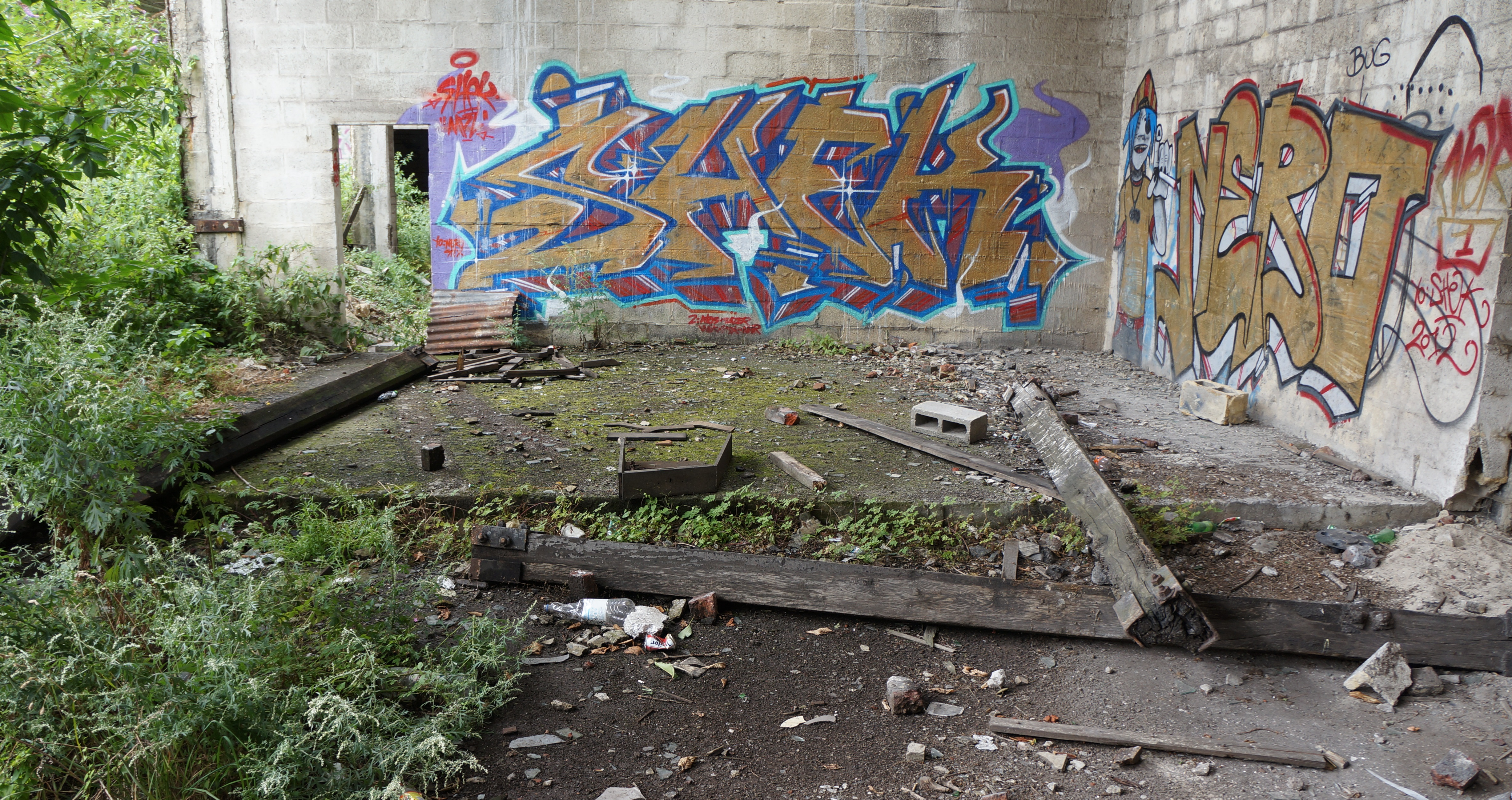
La dalle d'un puits.
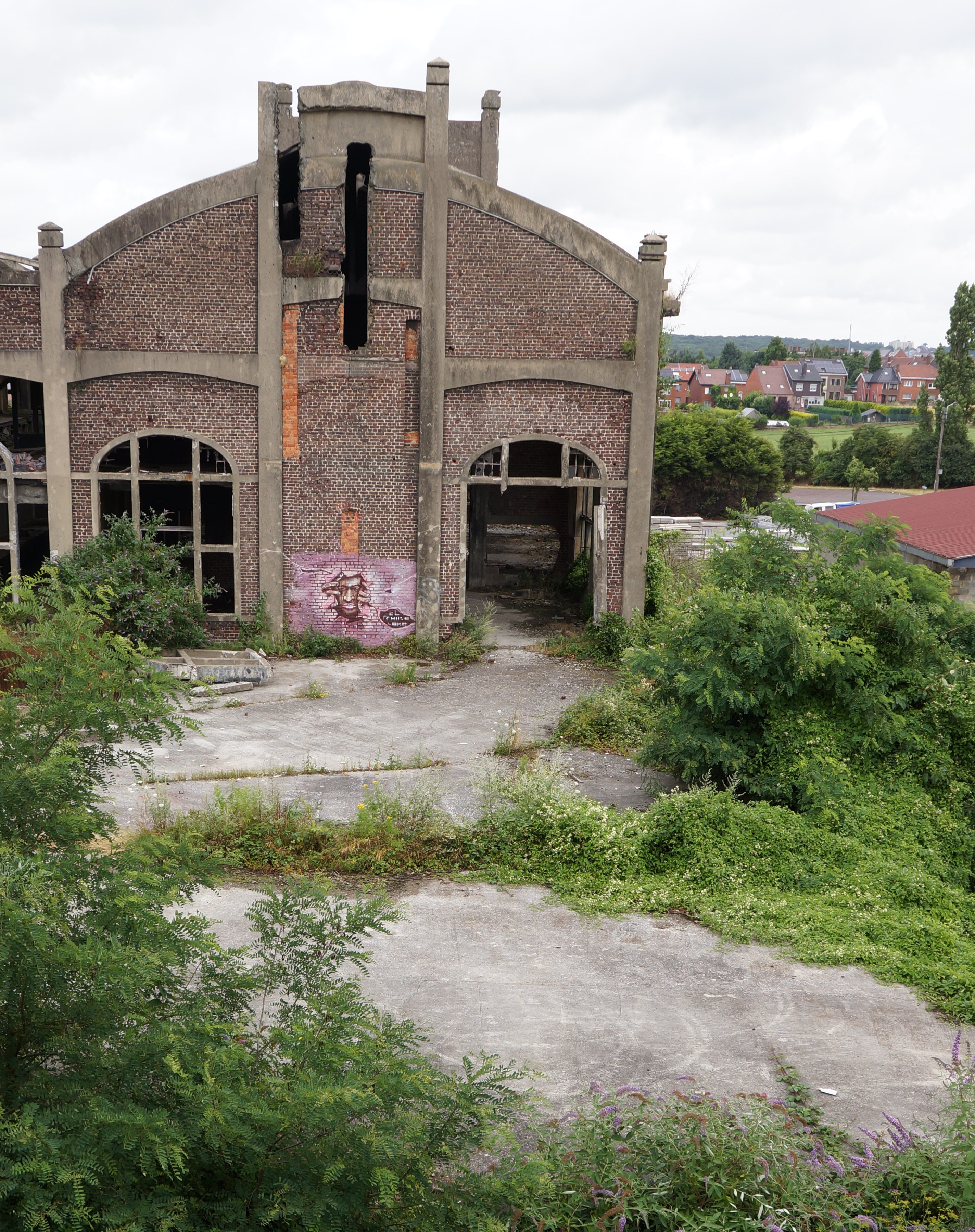
La dalle de l'autre puits devant le bâtiment de la machine d'extraction.
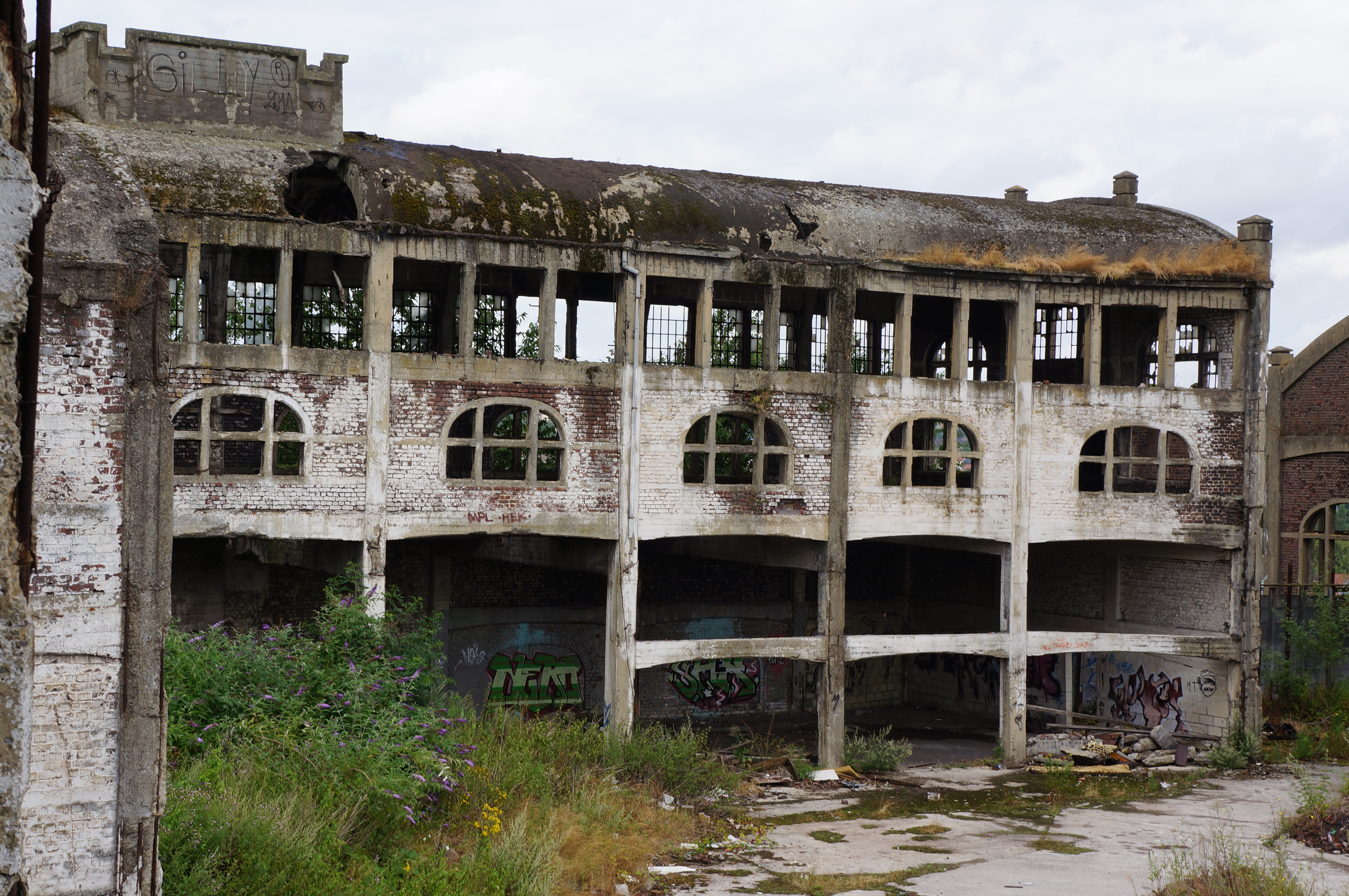
Bâtiment de recette.
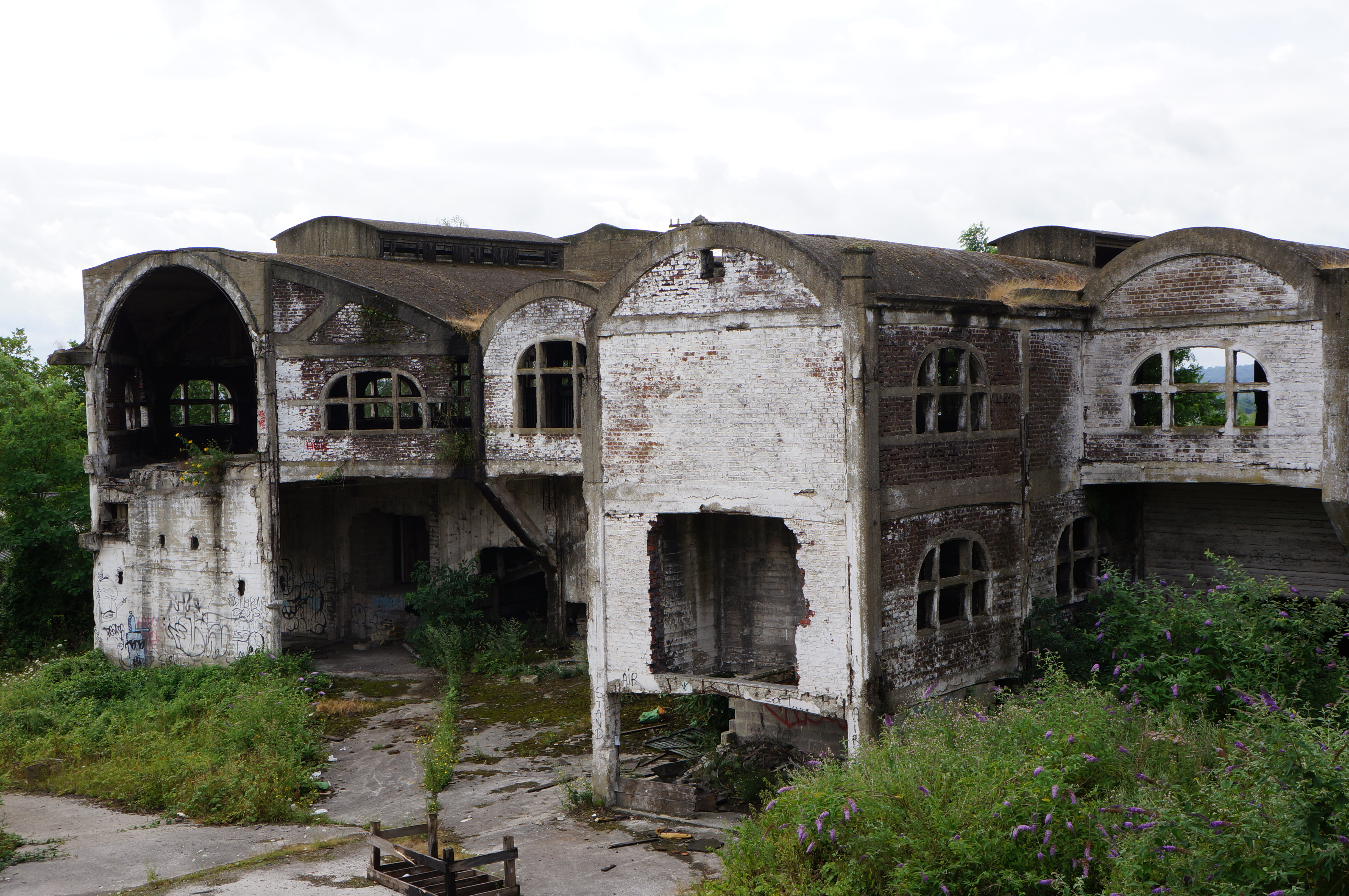
Bâtiment du clichage.